# Mitzura Arghezi
Mitzura Domnica Arghezi (pseudonim pentru Domnica Theodorescu; n. 10 decembrie 1924, București – d. 27 octombrie 2015, București) a fost fiica poetului Tudor Arghezi. A fost aleasă de două ori în funcția de deputat român, în legislaturile 1996-2000 și  2000-2004, pe listele partidului PRM. În perioada 2005-2010, a fost membru în Consiliul de Administrație al Societății Române de Radiodifuziune din partea PRM. De asemenea, Mitzura Arghezi era cunoscută și ca actriță, jucând în peste 100 de piese de teatru și 18 filme. Mitzura Arghezi a fost director onorific al Casei Memoriale Tudor Arghezi din București și cetățean de onoare al municipiului Bacău (2010).
A decedat la vârsta de 90 de ani în dimineața zilei de 27 octombrie 2015.
A fost înmormântată alături de părinții ei, în grădina Casei „Mărțișor”.

## Filmografie
- Doi vecini (1959) - slujnica Marița
- Furtuna (1960)
- Celebrul 702 (1962)
- Anotimpuri (1964)
- Titanic-Vals (1965) - Gena
- Calea Victoriei sau cheia visurilor (1966)
- La porțile pămîntului (1966)
- Mihai Viteazul (1971) - nobilă din Transilvania
- Facerea lumii (1971)
- Ultimul cartuș (1973)
- Hyperion (1975)
- Eu, tu, și... Ovidiu (1978) - prezentatoare TV
- Din nou împreună (1978)
- Audiența (1979)
- Drumul oaselor (1980)
- Șantaj (1981)
- Grăbește-te încet (1982)
- Secretul lui Bachus (1984)
- O clipă de răgaz (1986)
- Secretul lui Nemesis (1987) - vecină din blocul lui N.M. Siseanu